# Bugula longissima
Bugula longissima är en mossdjursart som beskrevs av Busk 1884. Bugula longissima ingår i släktet Bugula och familjen Bugulidae. Inga underarter finns listade i Catalogue of Life.